# Grotta del Bue Marino
Grotta del Bue Marino – jaskinia krasowa położona na Sardynii we Włoszech, we wschodniej części wyspy bezpośrednio u wybrzeży Morza Tyrreńskiego przy zatoce Orosei, około 4 km na południe od Cala Gonone. Znajduje się na obszarze Parku Narodowego Gennargentu.

## Opis
Grotta del Bue Marino jest jedną z najważniejszych jaskiń we Włoszech i najdłuższą jaskinią Sardynii. Jaskinia bierze swoją nazwę od zagrożonego wyginięciem gatunku foki o nazwie mniszka śródziemnomorska, która podobnie jak w przypadku Grotte di Nettuno zamieszkiwała ją na przełomie lat 70. i 80. poprzedniego wieku. 

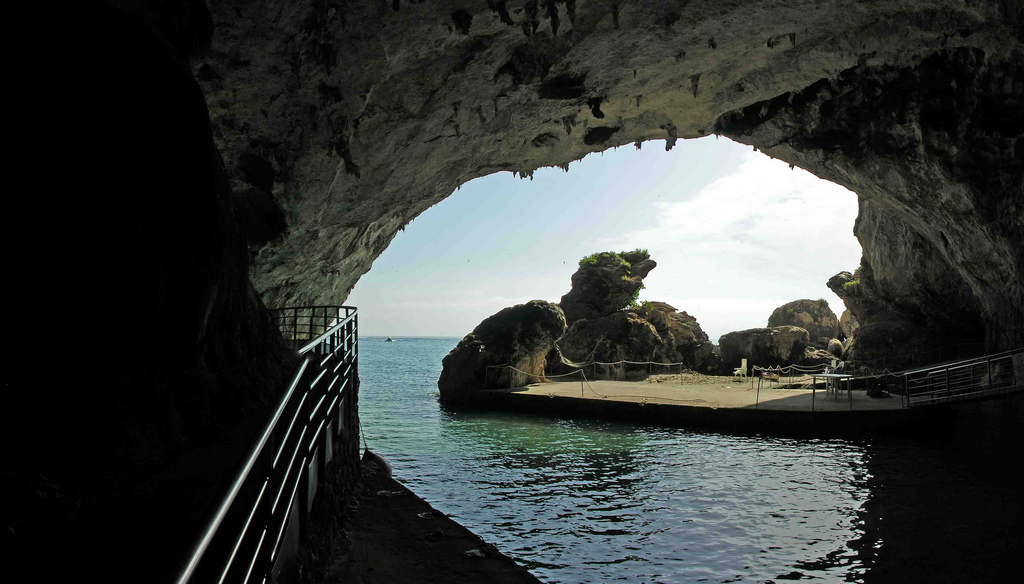
Grotta del Bue Marino

Jaskinia posiada dwa wejścia, od strony morza oraz od strony lądu na wysokości około 4 m n.p.m. od strony tunelu Ramo Nord i została otwarta dla  zwiedzających w latach 50. XX wieku. Powstała w masywie skał wapiennych.
Jaskinia ma około 17 340 m długości, z czego nieznaczna tylko część dostępna jest dla turystów (oświetlony tunel ma około 900 m długości), posiada trzy główne tunele: Ramo Nord, Ramo Di Mezzo i Ramo Sud, z których wszystkie ostatecznie zalane są wodą morską. Tunel Ramo Nord z uwagi na długi obszar dostępny suchą nogą jest otwarty dla turystów, można tu zobaczyć wiele rodzajów nacieków jaskiniowych w tym stalaktytów, stalagmitów i stalagnatów. Na ścianach jaskini można zaobserwować na różnych wysokościach liczne otwory po małżach oraz poziome wyżłobienia będące dowodem na zmianę poziomu morza. Dodatkowo na ścianach jaskini można oglądać petroglify powstałe w neolicie.
Jaskinia otwarta jest dla turystów od stycznia do października.